# Éclosion (téléfilm)
Pour les articles homonymes, voir Éclosion (homonymie).
Pour plus de détails, voir Fiche technique et Distribution.
Éclosion (They Nest) est un téléfilm américain réalisé par Ellory Elkayem, diffusé en 2000.

## Synopsis
Le docteur Ben Cahill, légèrement surmené, se rend sur l'île d'Orrs (Orrs Island) pour se reposer.
Il n’est guère apprécié par les autochtones et cela ne s’arrange pas lorsqu'on découvre des personnes victimes d'une mort mystérieuse. En autopsiant un des corps, il découvre que des cafards meurtriers se développent dans la cage thoraciques des victimes. Une invasion destructrice se prépare mais sur l'île personne ne veut le croire.

## Fiche technique
- Titre : Éclosion
- Titre original : They Nest
- Réalisation : Ellory Elkayem
- Scénario : John Claflin et Daniel Zelman
- Musique : Vinny Golia
- Photographie : Philip Linzey
- Montage : Harry Hitner
- Décors : James Cordeiro
- Costumes : Candace Cruikshank
- Production : Frank Hildebrand
- Société de production : The Kushner-Locke Company
- Budget : 4 millions de dollars (3 millions d'euros)
- Pays d'origine : États-Unis
- Format : Couleurs - 1,85:1 - Stéréo - 35 mm
- Genre : Horreur et science-fiction
- Durée : 92 minutes
- Dates de sortie : 25 juillet 2000 (États-Unis), 18 avril 2001 (sortie vidéo France)
- Interdit aux moins de 12 ans.

## Distribution
- Thomas Calabro : le docteur Ben Cahill
- Dean Stockwell : le shérif Hobbs
- John Savage : Jack Wald
- Kristen Dalton : Nell Bartle
- Tom McBeath : Eamon Wald
- Mark Schooley : Johnnie Skee
- Travis MacDonald : Enoch Piper
- Dean Wray : Josiah Bean
- Lee Jay Bamberry : Guy Barter
- Shaina Tianne Unger : Sarah Barter
- Marcel Maillard : Al Crump
- Alexander Pollock : Henry S. Crump
- Deb Pickman : Peggy Crump
- Walter Marsh : Vinyl
- Rebecca Toolan (en) : Mme Bartle
- Judith Maxie : Dr. Ryersbach

## Autour du film
- Le tournage s'est déroulé à Vancouver, au Canada.
- Ce film a reçu le prix du public lors du Festival fantastique de Gérardmer (2001).
- Dean Stockwell et Thomas Calabro se sont retrouvés l'année suivante sur Face to Face (2001).

## Distinctions
- Prix du public lors du festival Fantastic'Arts 2001.